# Cabreiro
Cabreiro é uma povoação portuguesa sede da Freguesia de Cabreiro do Município de Arcos de Valdevez, freguesia com 41,72 km² de área e 324 habitantes (censo de 2021), tendo, por isso, uma densidade populacional de 7,8 hab./km².

## Demografia
A população registada nos censos foi:

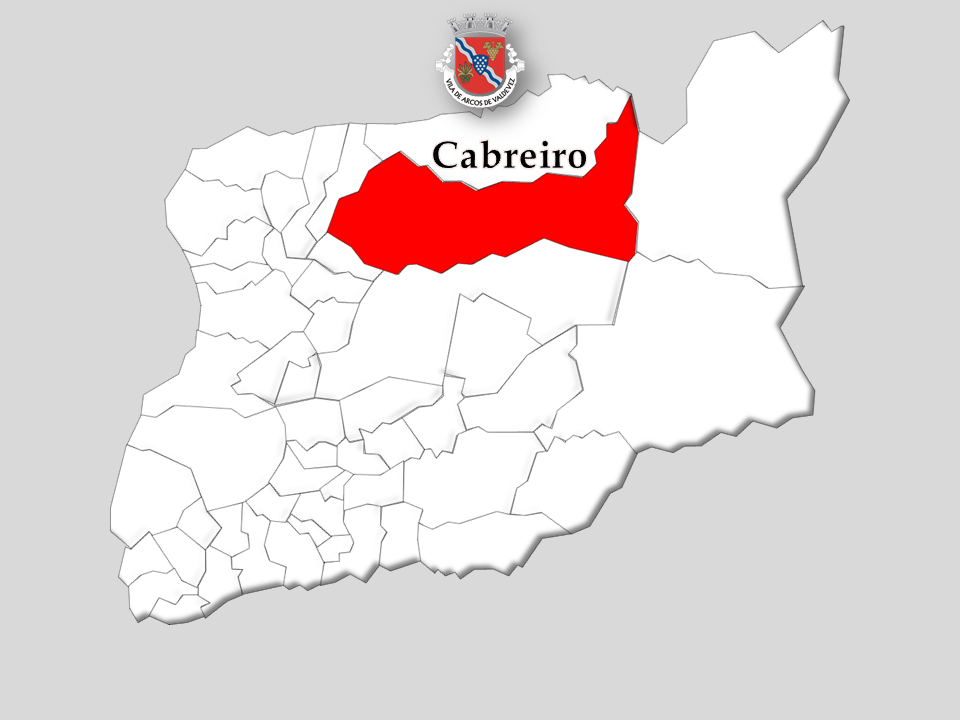
Localização da freguesia no Município de Arcos de Valdevez

| Distribuição da População por Grupos Etários | Distribuição da População por Grupos Etários | Distribuição da População por Grupos Etários | Distribuição da População por Grupos Etários | Distribuição da População por Grupos Etários |
| -------------------------------------------- | -------------------------------------------- | -------------------------------------------- | -------------------------------------------- | -------------------------------------------- |
| Ano                                          | 0-14 Anos                                    | 15-24 Anos                                   | 25-64 Anos                                   | > 65 Anos                                    |
| 2001                                         | 39                                           | 49                                           | 269                                          | 217                                          |
| 2011                                         | 34                                           | 21                                           | 167                                          | 206                                          |
| 2021                                         | 8                                            | 24                                           | 119                                          | 173                                          |